# Musculus transversus perinei profundus
Der Musculus transversus perinei profundus („tiefer querverlaufender Dammmuskel“) ist ein quergestreifter Muskel des Beckenbodens und Damms (Perineum). Er entspringt am unteren Ast (Ramus inferior) des Sitzbeins und zieht in Richtung Medianebene, wo er sich an der Dammnaht (Raphe perinei) anheftet, zusammen mit dem entsprechenden Muskel der Gegenseite. Er wird als Teil des äußeren Harnröhrenschließmuskels (Musculus urethralis) dem Musculus sphincter urethrae membranaceae gegenübergestellt.
Der Musculus transversus perinei superficialis dient der Stabilisierung des Beckenbodens und Aufrechterhaltung der Kontinenz.